# Andrena heinzi
Andrena heinzi är en biart som beskrevs av Dubitzky 2006. Andrena heinzi ingår i släktet sandbin, och familjen grävbin. Inga underarter finns listade i Catalogue of Life.